# Ramaria hemirubella
Ramaria hemirubella är en svampart som beskrevs av R.H. Petersen & M. Zang 1986. Ramaria hemirubella ingår i släktet Ramaria och familjen Gomphaceae.   Inga underarter finns listade i Catalogue of Life.